# Walter Pollux

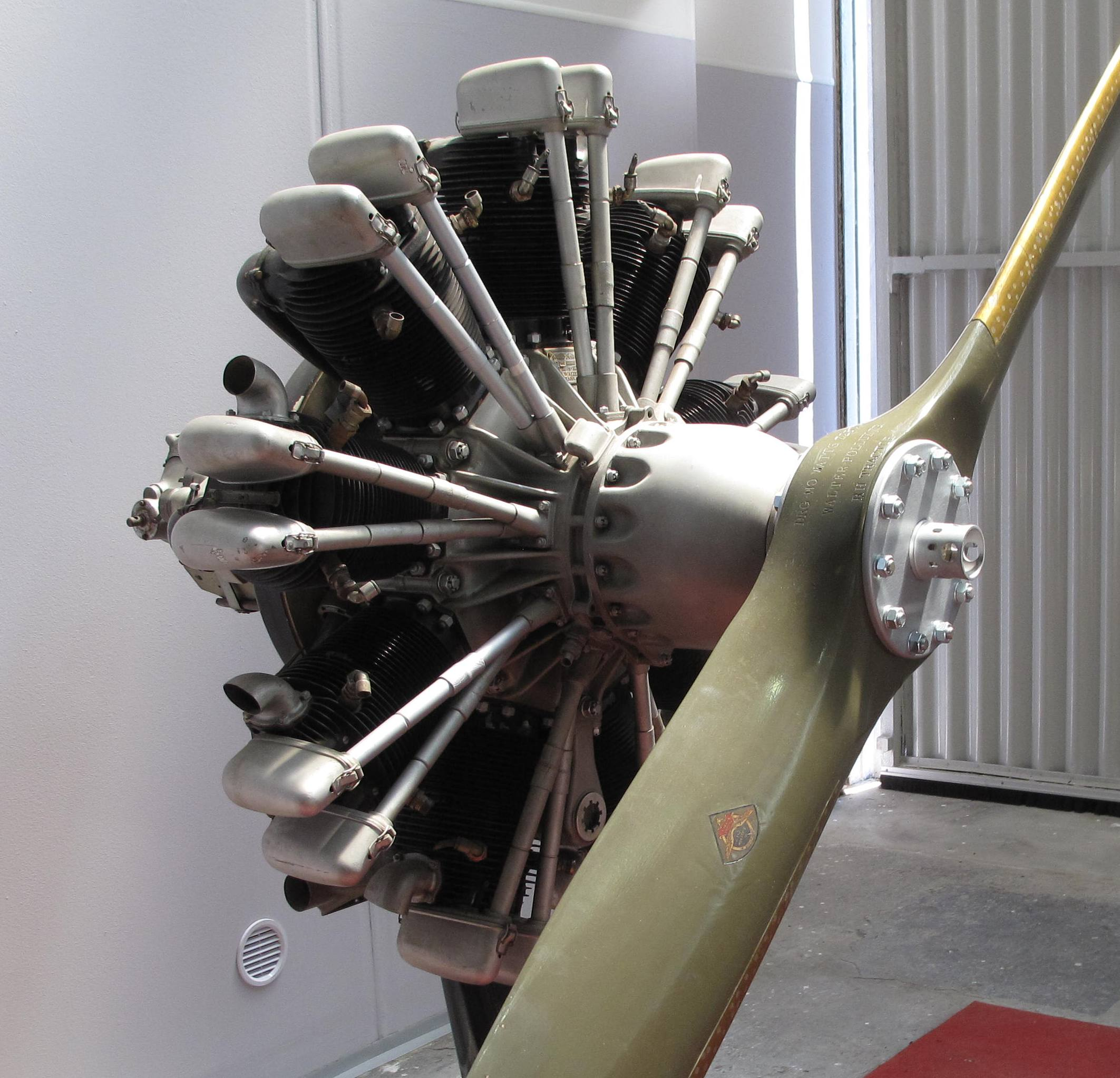
Walter Pollux II R im Luftfahrtmuseum Kbely

Der Walter Pollux ist ein Flugmotor des tschechoslowakischen Herstellers Walter Motors a.s. aus dem Jahr 1932. Er ist eine Weiterentwicklung des Walter Castor.

## Aufbau
Der luftgekühlte 9-Zylinder-Viertakt-Sternmotor besteht aus Stahllaufbuchsen mit ausgedrehten Rippen, Zylindern mit Leichtmetallköpfen und besitzt eine Trockensumpf-Umlaufschmierung. Jeder Zylinder verfügt über zwei Ventile, die durch eine Nockenscheibe über Stoßstangen und Schwinghebel gesteuert werden, und über ein Haupt- sowie angelenkte Nebenpleuel. Die Kurbelwelle ist geteilt und läuft in zwei Roll- und einem Axialkugellager. Die Version Pollux II R ist mit einem Umlaufgetriebe im Verhältnis 3:2 ausgestattet.

## Nutzung

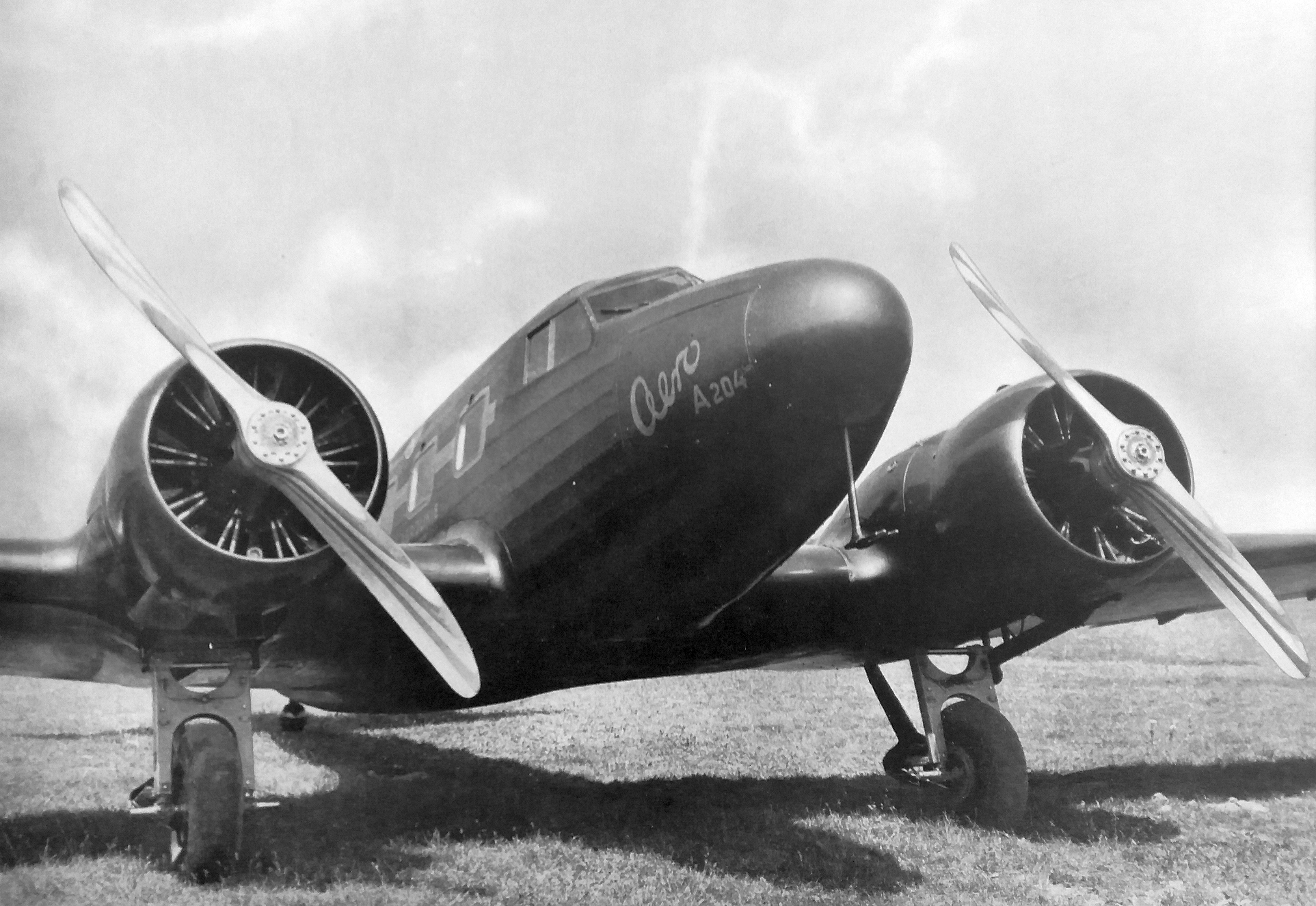
A-204 mit Walter-Pollux-Motoren

Ein Walter-Pollux-Motor wurde in der von Gerhard Fieseler geflogenen Fieseler F 2 Tiger eingesetzt. Mit dieser Maschine gewann er unter anderem im Juni 1934 den Coupe Mondiale d’Acrobatie Aerienne in Vincennes, der als erste Kunstflug-Weltmeisterschaft angesehen wird. Weitere Typen, bei denen der Antrieb Verwendung fand, waren das Sportflugzeug B-122, das Passagierflugzeug Aero A-204 und der Prototyp des Bombers A-304.

## Technische Daten

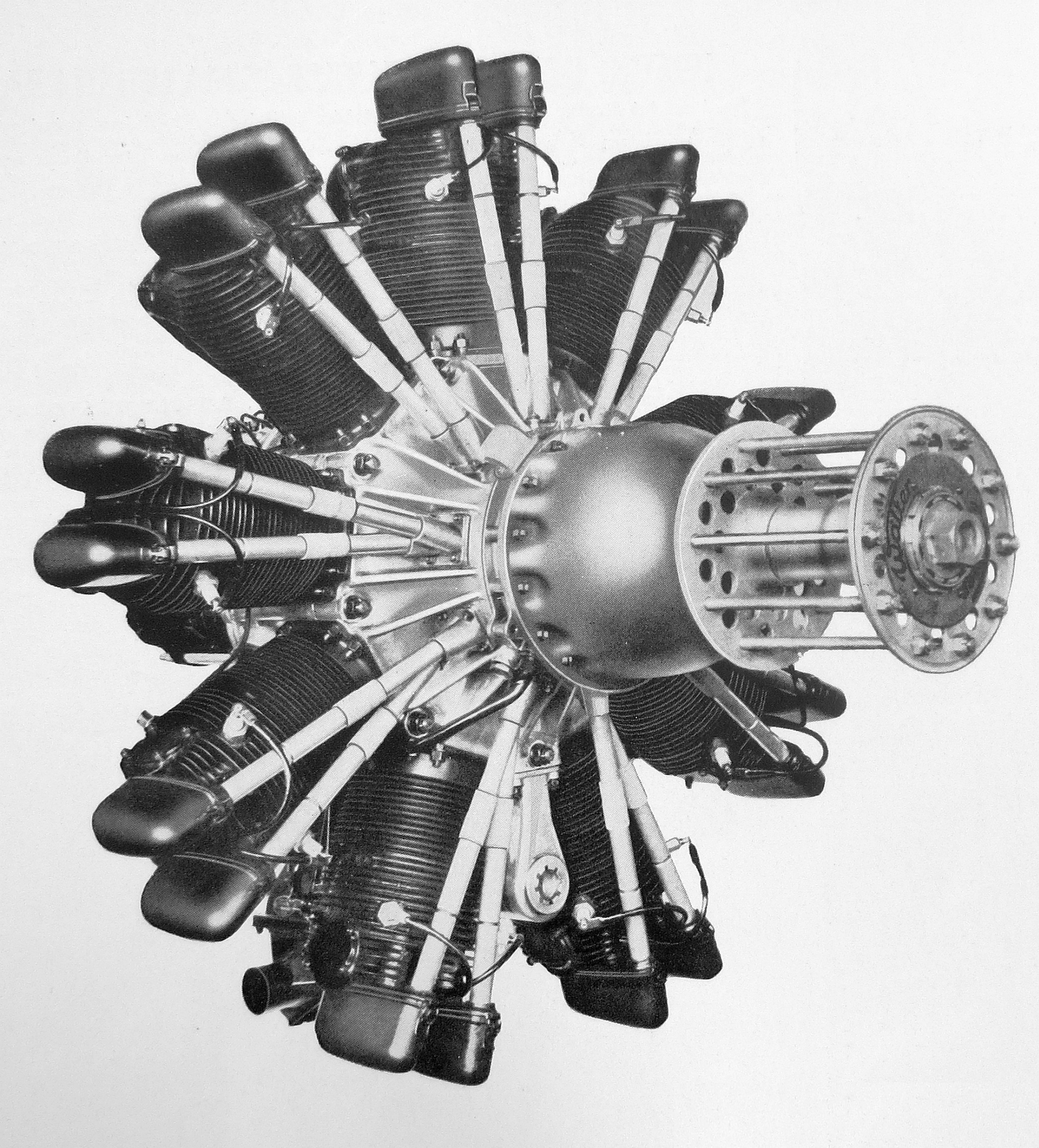
Walter Pollux II R

| Kenngröße             | Walter Pollux                | Walter Pollux II             | Walter Pollux II R           | Walter Pollux III R          |
| --------------------- | ---------------------------- | ---------------------------- | ---------------------------- | ---------------------------- |
| Baujahr               | 1932                         | 1934                         | 1935                         | 1936                         |
| Bohrung               | 135 mm                       | 135 mm                       | 135 mm                       | 135 mm                       |
| Hub                   | 170 mm                       | 170 mm                       | 170 mm                       | 170 mm                       |
| Durchmesser           | 1260 mm                      | 1260 mm                      | 1260 mm                      | 1260 mm                      |
| Hubraum               | 21,9 l                       | 21,9 l                       | 21,9 l                       | 21,9 l                       |
| Verdichtung           | 6,0                          | 6,0                          | 6,0                          | 6,0                          |
| Nennleistung          | 320 PS (235 kW) bei 1800/min | 355 PS (261 kW) bei 1800/min | 382 PS (281 kW) bei 2070/min | 440 PS (324 kW) bei 2010/min |
| Vollleistung          | 380 PS (279 kW) bei 1900/min | 393 PS (289 kW) bei 2000/min | 408 PS (300 kW) bei 2250/min | 475 PS (349 kW) bei 2250/min |
| Trockenmasse          | 290 kg                       | 318 kg                       | 342 kg                       | 342 kg                       |
| Leistungsmasse        |                              | 0,81 kg/PS                   | 0,8 kg/PS                    | 0,68 kg/PS                   |
| Hubraumleistung       |                              | 18,0 PS/l                    | 19,6 PS/l                    | 22,8 PS/l                    |
| Kraftstoffverbrauch   |                              | 87 kg/h                      |                              |                              |
| Schmierstoffverbrauch |                              | 5,5 kg/h bei 355 PS          |                              |                              |
| Oktanzahl             |                              | 80                           |                              |                              |